# Hana Hayes
Hana Lani Hayes (Tucson, Arizona, 29 de marzo de 1999) es una actriz estadounidense. Es conocida por su trabajo como Sarah en el popular videojuego The Last of Us. Hana ha aparecido en las películas Piedad, Stockholm, Pennsylvania y A Beautiful Now, apareció también en la película Mercy en el 2014. También tuvo una aparición especial en Law & Order: Special Victims Unit con el papel de Brooke Allen.

## Carrera
Es la voz de Sarah en The Last of Us, así como en el personaje en sí. Ella ha sido la voz en otros personajes, ha sido estrella invitada en la televisión y ha aparecido en cuatro películas.

## Filmografía
| Año       | Título                             | Rol              | Notas |
| --------- | ---------------------------------- | ---------------- | ----- |
| 2011      | End of the Innocents               | Becca Ryan       |       |
| 2011      | Bucket & Skinner's Epic Adventures | Tammy Linch      |       |
| 2012      | Thunderstruck                      | Ashley Newell    |       |
| 2013      | Law & Order: Special Victims Unit  | Brooke Allen     |       |
| 2013      | The Last of Us                     | Sarah Miller     | Voz   |
| 2014      | Piedad                             |                  |       |
| 2014      | Mercy                              |                  |       |
| 2015      | Stockholm, Pennsylvania            |                  |       |
| 2015      | A Beautiful Now                    |                  |       |
| 2015-2016 | The Grinder                        | Lizzie Sanderson |       |
| 2018      | Insidious: The Last Key            | Elise Rainer     |       |